# Rue François Degreef
Pour les articles homonymes, voir Degreef.
La rue François Degreef (en néerlandais : François Degreefstraat) est une rue bruxelloise de la commune de Schaerbeek qui va du carrefour de la chaussée de Haecht et de l'avenue Louis Bertrand au carrefour de la rue Royale Sainte-Marie et de la place Lehon.
Les habitations n'occupent que le côté droit de la rue, le long de l'église Saint-Servais. La numérotation des habitations va de 1 à 14 sans discontinuer.
François De Greef est un ancien échevin schaerbeekois, né à Molenbeek-Saint-Jean le 8 juin 1817 et décédé à Schaerbeek le 25 octobre 1879.
La rue s'appelait précédemment rue Otto Venius.